# 木豆

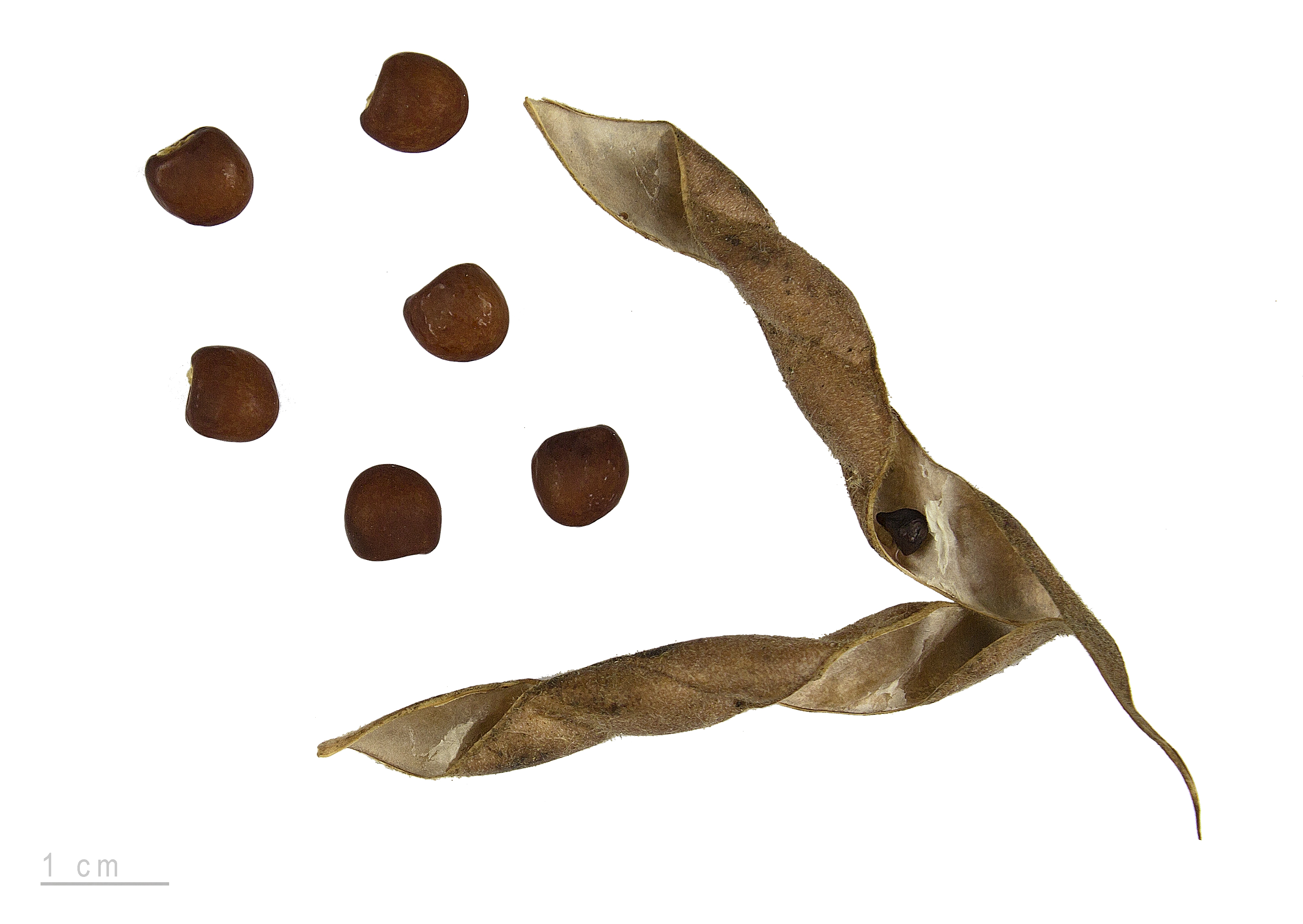
Cajanus cajan

木豆（学名：Cajanus cajan），又名蒲姜豆、木豆、米豆、樹荳、柳豆、白樹豆、花螺樹豆、觀音豆、番仔豆、山豆根，为豆科木豆属下的一个种，台灣一般稱為樹豆，阿美語稱 fata'an，泰雅語稱 singut，大武壠語稱 taluvawvaw,布農語稱“qalidang”，可採集食用，又也可作榨油用。最多生長於印度東部和埃及，在台灣也很常見為人所栽培，為許多台灣原住民族的重要糧食之一，阿美族人將這種樹豆視為吉祥物。因为樹豆食用後會令人放屁，亦俗稱放屁豆。
- 在印度，木豆是一种主食。
- 未成熟的木豆。
- 成熟的木豆（种子）。

## 外部連結
- 大豆黃素 Glycitein （页面存档备份，存于） 中草藥化學圖像數據庫 (香港浸會大學中醫藥學院) （中文）（英文）
- 台灣樹豆
- 樹豆又叫放屁豆[永久]

## 扩展阅读
- 維基物種上的相關：木豆
- 维基共享资源上的相關多媒體資源：木豆